# Rhadinopsylla dinaromydis
Rhadinopsylla dinaromydis är en loppart som beskrevs av Brelih et Trilar 2000. Rhadinopsylla dinaromydis ingår i släktet Rhadinopsylla och familjen mullvadsloppor. Inga underarter finns listade i Catalogue of Life.